# Краснопільська сільська рада (Уманський район)
Краснопі́льська сільська́ ра́да — колишня адміністративно-територіальна одиниця та орган місцевого самоврядування в Уманському районі Черкаської області. Адміністративний центр — село Краснопілка.

## Загальні відомості
- Населення ради: 874 особи (станом на 2001 рік)

## Населені пункти
Сільській раді були підпорядковані населені пункти:
- с. Краснопілка

## Склад ради
Рада складалася з 12 депутатів та голови.
- Голова ради: Семенюк Петро Андрійович
- Секретар ради: Пастернак Ніна Яківна

### Керівний склад попередніх скликань
| Прізвище, ім'я, по батькові | Основні відомості                                                                       | Дата обрання | Дата звільнення |
| --------------------------- | --------------------------------------------------------------------------------------- | ------------ | --------------- |
| Семенюк Петро Андрійович    | Сільський голова, 1962 року народження, освіта вища, член Соціалістичної партії України | 26.03.2006   | 31.10.2010      |
| Семенюк Петро Андрійович    | Сільський голова, 1962 року народження, освіта вища                                     | 31.10.2010   |                 |

Примітка: таблиця складена за даними сайту Верховної Ради України

### Депутати
За результатами місцевих виборів 2010 року депутатами ради стали:

#### За суб'єктами висування
| Суб'єкт висування | Кількість обраних депутатів | %    |
| ----------------- | --------------------------- | ---- |
| Партія регіонів   | 11                          | 91,7 |
| Самовисування     | 1                           | 8,3  |

#### За округами
| № округу        | Прізвище, ім'я, по батькові    | Дата визнання обраним | Освіта             | Партійна приналежність | Відомості про обраного депутата                             |
| --------------- | ------------------------------ | --------------------- | ------------------ | ---------------------- | ----------------------------------------------------------- |
| Партія регіонів |                                |                       |                    |                        |                                                             |
| 1               | Карачун Світлана Володимирівна | 05.11.2010            | вища               | позапартійна           | ТОВ «Аграрій СВПП», інспектор по кадрах                     |
| 3               | Савченко Людмила Филимонівна   | 05.11.2010            | вища               | член Партії регіонів   | Краснопільська сільська рада, бухгалтер                     |
| 4               | Животівський Сергій Михайлович | 05.11.2010            | середня спеціальна | позапартійний          | Дмитрушківська лікарська амбулаторія, фельдшер              |
| 5               | Яремчук Леся Яківна            | 05.11.2010            | вища               | член Партії регіонів   | Краснопільський НВК, вчитель молодших класів                |
| 6               | Усатюк Тетяна Юріївна          | 26.01.2014            | вища               | член Партії регіонів   | Краснопіьський НВК, директор                                |
| 7               | Ярова Наталія Дмитрівна        | 05.11.2010            | середня            | член Партії регіонів   | приватний підприємець                                       |
| 8               | Постернак Ніна Яківна          | 05.11.2010            | середня            | член Партії регіонів   | Краснопільська сільська рада, секретар                      |
| 9               | Гомелюк Петро Анатолійович     | 05.11.2010            | вища               | член Партії регіонів   | ТОВ «Аграрій СВПП», головний Інженер                        |
| 10              | Усатюк Сергій Петрович         | 05.11.2010            | середня            | член Партії регіонів   | ТОВ «Аграрій СВПП», завскладом                              |
| 11              | Пензай Катерина Павлівна       | 05.11.2010            | середня спеціальна | член Партії регіонів   | пенсіонер                                                   |
| 12              | Нагайчук Микола Іванович       | 05.11.2010            | середня            | член Партії регіонів   | пенсіонер                                                   |
| Самовисування   |                                |                       |                    |                        |                                                             |
| 2               | Герасимчук Михайло Федорович   | 05.11.2010            | середня спеціальна | позапартійний          | Краснопільський будинок культури, директор будинку культури |